# Valtatie 18
Pour les articles homonymes, voir Route nationale 18.
La route nationale 18  (en finnois : Valtatie 18, en suédois : Riksväg 18) est une route nationale de Finlande menant de Jyväskylä à Vaasa.
Elle mesure 271 kilomètres de long.

## Trajet
La route nationale 18 traverse les villes et (municipalités) suivantes :
Jyväskylä – Petäjävesi – Keuruu – Multia – Ähtäri – Töysä – Alavus – Seinäjoki – Isokyrö – Vähäkyrö – Laihia – Korsholm – Vaasa.